# Obléhání

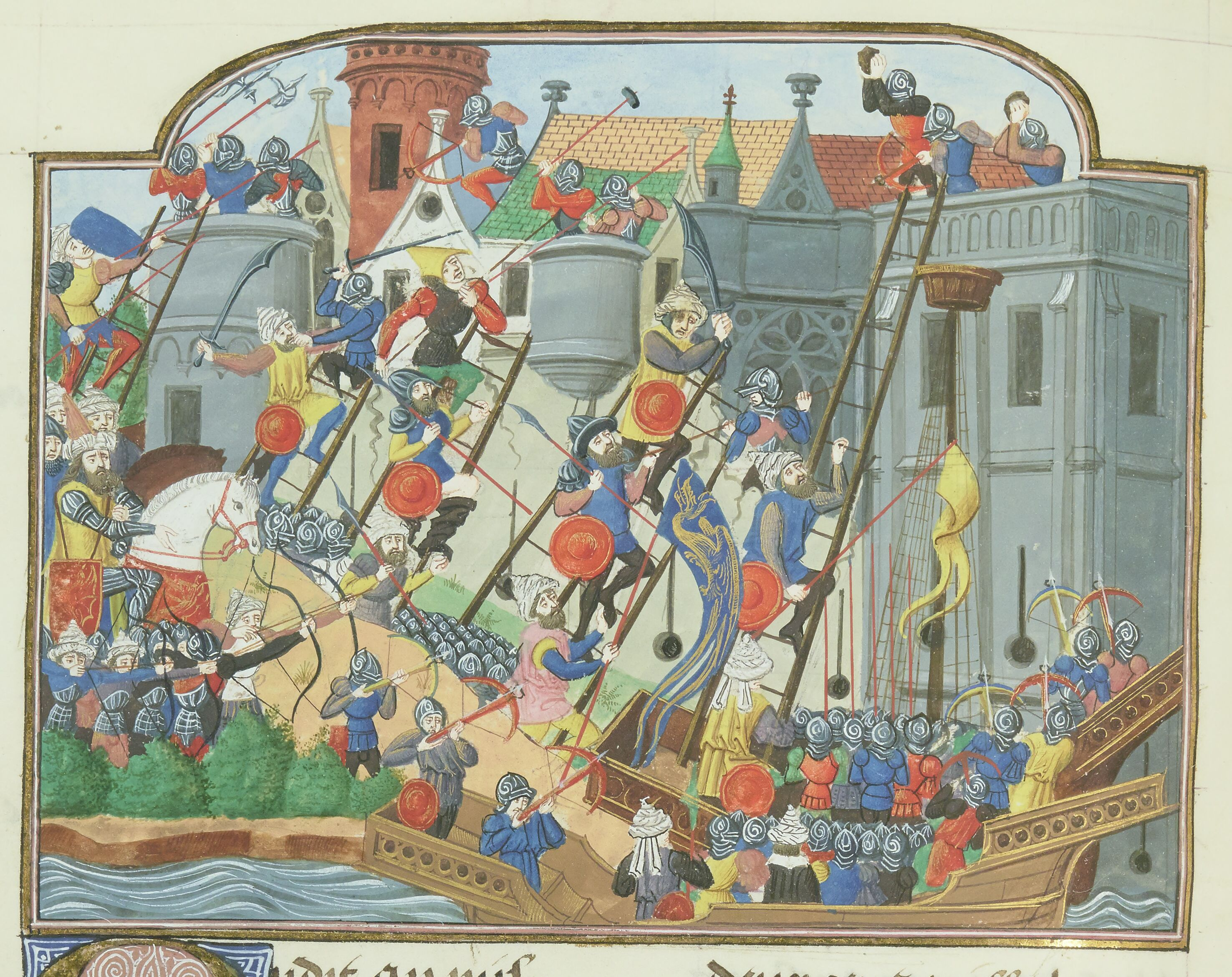
Pád Konstantinopole v roce 1453

Obléhání je válečná situace, při které obléhající obklíčí lokalitu, obvykle opevněnou, a řídí přístup do ní za účelem donucení obránců se vzdát nebo jejího dobytí.
První zmínky o obléhání pocházejí z nejstarších dob. Archeologické výzkumy na Středním východě potvrdily, že i nejstarší města měla hradby. Obyvatelé těchto měst budovali opevnění z jednoho prostého důvodu, jako obranu před cizinci. Městská opevnění a pevnosti se brzy ukázaly jako velmi důležité, protože až do doby Asyřanů neměla žádná mocnost účinné obléhací stroje. K dobytí města se používala hlavně blokáda. Asyřanům se podařilo zdokonalit dřívější primitivní stroje a se zničujícím účinkem využívali kombinaci ramp, beranidel a obléhacích věží. Díky tomu se jejich říše mohla značně rozšířit. Avšak, po pádu této říše se obléhací techniky značně pozapomněly. O obrodu obléhání se postarali až Řekové na Sicílii a poté Makedonci. V té době také vznikly první dělostřelecké kusy. Skutečnými mistry obléhání se ve starověku stali Římané.

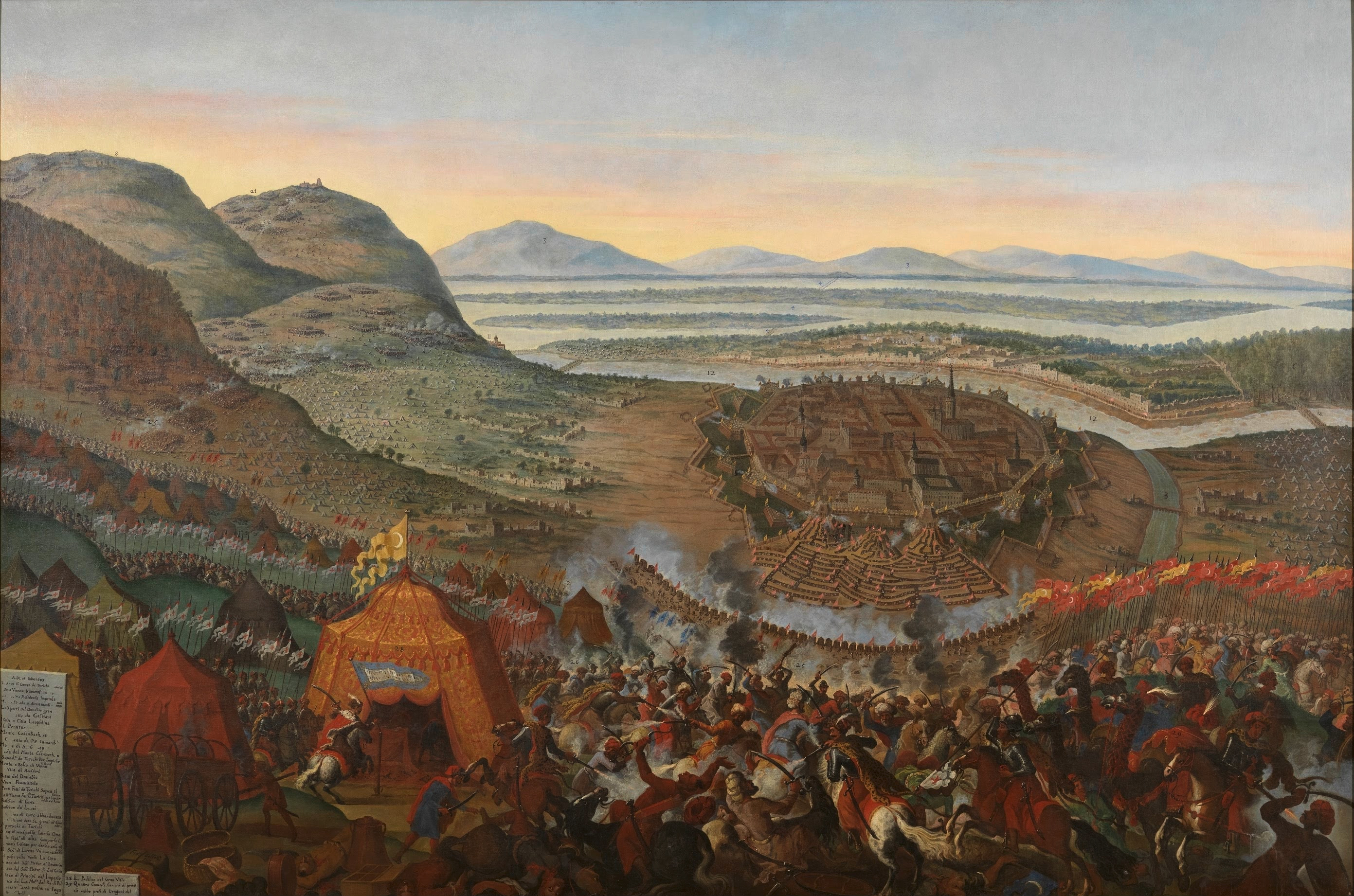
Obléhání Vídně v roce 1683

Ti přejali většinu znalostí Řeků a Makedonců, přičemž jejich techniky značně vylepšili. Byli také zručnými staviteli opevnění. Po zničení jejich říše v roce 476 obléhací techniky upadaly, kromě Byzantské říše, která přišla i na úplně nové způsoby obléhání (např. řecký oheň). Kolem roku 1000 se Evropě objevují první hrady a tyto pevnosti se brzy stávají tak dokonalé, že předčily i starověké pevnosti Římanů. Obléhatelům se postupně dařilo své stroje zlepšovat na starověkou úroveň, ale výhoda byla stále na straně obléhaných. Zlom přišel až po vynalezení trebuchetu a děla. Tyto dva stroje postupně zlomily sílu hradů. Brzy se však objevily nové typy pevností. Tyto nové pevnosti měli šikmé a tlusté hradby, což jim dovolovalo odrážet i střelbu z děl (na opevnění těchto hradeb se také používala zemina). Mistrem v obléhání a v obraně současně byl Sébastien Le Prestre de Vauban. Tento muž dokázal stavět velmi silné pevnosti a zároveň byl mistrem v jejich překonávání. V době napoleonských válek se mobilita a síla dělostřelectva zvyšuje a pevnosti tak ustupují do pozadí. Obránci na to však odpověděli vynálezem ostnatého drátu, bunkrů a používání zákopů. 1. světová válka připomíná tak trochu obléhání (zákopovou válku), kde se každá strana snaží překonat opevnění té druhé. V 2. světové válce již nebyla takováto forma boje možná, vzhledem k tankům a letadlům. Od té doby se již misky vah nadobro naklonily na stranu útočníků, i když malou skupinku lidí dokážou moderní pevnosti chránit ještě dnes. V moderní době také spíše dochází k obkličování měst či armád a můžeme říci, že se jedná o moderní podobu obléhání.

## Taktika

### Útok

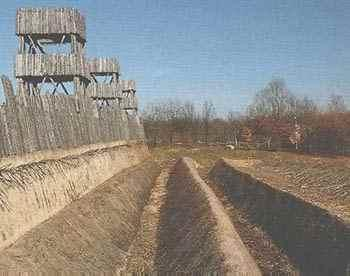
Obléhací stavby vybudovány Římany při obléhání Alesie

Když se útočník rozhodl oblehnout město nebo pevnost, nejdříve vybudoval tábor s obléhacími stavbami jako byl násep, příkop atd. Tyto stavby měly naprosto odříznout obránce a zároveň chránily útočníky před výpady nepřátel a v některých případech před příchodem pomocné armády, která chtěla osvobodit obránce. Když měl útočník vše hotové, připravoval se na útok. Nejdříve musel paralyzovat nebo při nejlepším úplně zničit vše co by mu při útoku mohlo způsobit ztráty na životech (lučištníci, artilerie atd.). Poté měl útočník celkem tři možnosti, buď obránce vyhladovět anebo se snažil hradby překonat či zničit. Z vyhladovění nepřítele se brzy stala velmi oblíbená a účinná taktika. Obléhatel nemusel vynaložit žádné větší úsilí a pád opevnění byl nevyhnutelný. Jako každá taktika, tak i tato měla nějaké vady. K naprosté blokádě obránců bylo zapotřebí velké množství mužů a velká trpělivost (obléhání dlouhé třeba i 5 let nebylo výjimkou). Navíc, pro vojevůdce nebylo nic těžšího než udržet vojsko po tak dlouhou dobu, zajišťování potravin bylo též namáhavé a už vůbec nemluvě o ohrožení vlastní armády při obléhání (pomocná armáda daného města, potažmo státu se většinou snažila obránce zachránit).
Při překonávání hradeb nemusel útočník vlastnit drahé obléhací stroje a pokud se útok zdařil, vítězství bylo rychlé. Avšak, při neúspěchu útočník utrpěl velké ztráty. K překonání hradeb sloužily žebříky, dobývací věže a podkopy. Žebřík, nejprimitivnější ze všech těchto zbraní (a postupů) se vyráběl hlavně ze dřeva a k jeho připevnění na hradby se musel snažit hlavně voják nebo nějaký upevňovací mechanismus. Úkolem dobývací věže bylo vysazení vojáků na hradby, přičemž věže využívaly i beranidla na ničení hradeb. Podkop byl veden pod hradbami, a to až k nádvoří, kde mohli útočníci jednoduše vyjít a obránce porazit. Ke zničení hradeb sloužilo beranidlo, mechanická artilerie, dělostřelectvo a opět podkopy. Beranidlo představovalo v některých případech pouze kládu využívanou k ničení hradeb, později opatřenou krytím a dalšími vymoženostmi. Mechanická artilerie (balista, mangonel, trebuchet atd.) společně s dělostřelectvem mělo stejný úkol, jednoduše hradby zničit. Při podkopu se útočníci dostali pod hradby a zapálili jejich základy (pozdějších dobách je odpálili střelných prachem). Útočníci se někdy snažili dostat obránce rychle z města. V tomto případě byly metány přes hradby například otýpky hořící slámy, řecký oheň atd. za účelem zapálení celého města. Výjimkou nebylo ani vrhání mrtvých těl (nakažených různými chorobami), jako jistá forma biologické války (rozšíření nemocí). K psychologickému zdeptání obránců se přes opevnění vrhaly uřezané hlavy jejich mrtvých spolubojovníků. V neposlední řadě tu byla stará dobrá zrada, takže zrádci daného opevnění mohli útočníků otevřít brány.

### Obrana

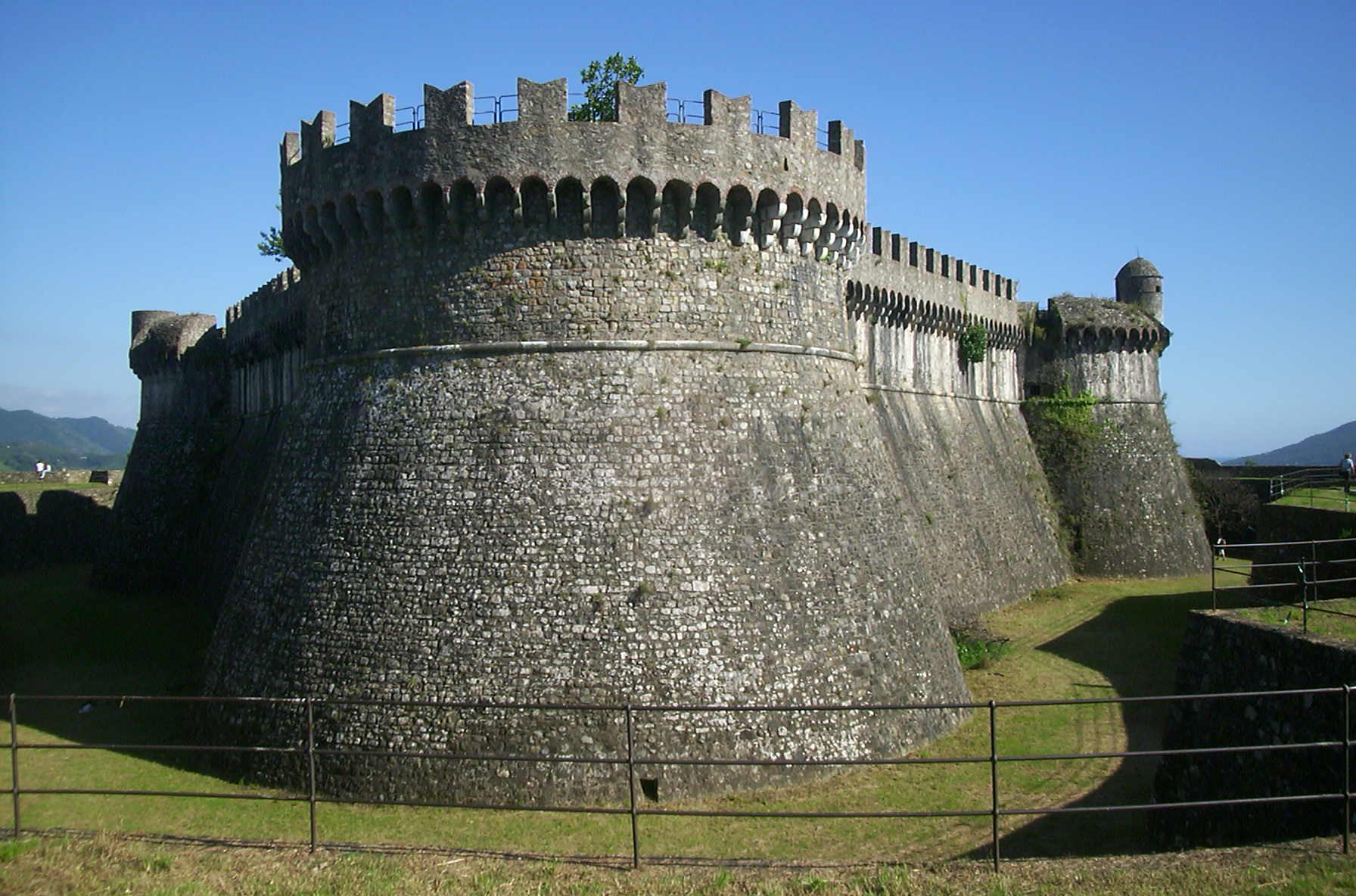
Hrad ve městě Sarzana (Itálie)

Když chtěli obránci své město opevnit, vybudovali samozřejmě hradby. Linie hradeb mohla být buď jedna (což bylo nejvíce k vidění) nebo měla přirozeně linií více. Hradby měly věže, předprsně a brány. Dále se kolem hradeb budoval příkop, a to buď suchý či vodní. Obránci si většinou byli vědomi blížícího se obléhání, a tak ve městě shromáždili velké zásoby potravin a vody. Pokud útočník město zablokoval, snaha obránců se soustředila na proražení obležení nebo přinejmenším k poslání zprávy o pomoc. Při neúspěchu mohli obránci jen doufat v odchod nepřátelské armády.
V případě vypuknutí hladomoru byli vyhnáni všichni nepotřební (od zvířat po příliš mladé a staré lidi). V extrémních případech docházelo v obléhaných městech ke kanibalismu. Jestliže útočník použil stroje a postupy za účelem překonání hradeb, obránci upřeli svoji pozornost na tyto stroje a pokoušeli se je zničit. Muže snažící se překonat hradby pomocí žebříků bylo zapotřebí co nejrychleji odrazit a nedopustit ovládnutí cimbuří. Dobývací věže se ničily hořícími střelami či jiným zápalným materiálem, později i děly. V případě podkopávání se osvědčil jeden postup, do země u hradeb se napůl zakopaly bubny a na jejich blány se umístily hrášky. Když se hrášky rozhýbaly, bylo jasné, že v blízkosti bubnu se hloubí podkop. Jako protiopatření začali obránci kopat svůj vlastní tunel, dokud nenarazili na nepřátele (útočníky pobili a podkop zasypali). Útočník také s velkou oblibou ničil hradby obránců již výše zmíněnými zbraněmi. Obránci většinou vlastnili své vlastní stroje, kterými útočníky ohrožovali. Beranidla bylo zapotřebí zneškodnit či neutralizovat jejich sílu (na hradby se kladly desky z různých materiálů, tím se snížila síla beranidla) Samozřejmě, hradby pevnosti či města musely být postaveny z kvalitního kamene, aby vydržely palbu nepřátel.

## Starověk

### Útočné techniky

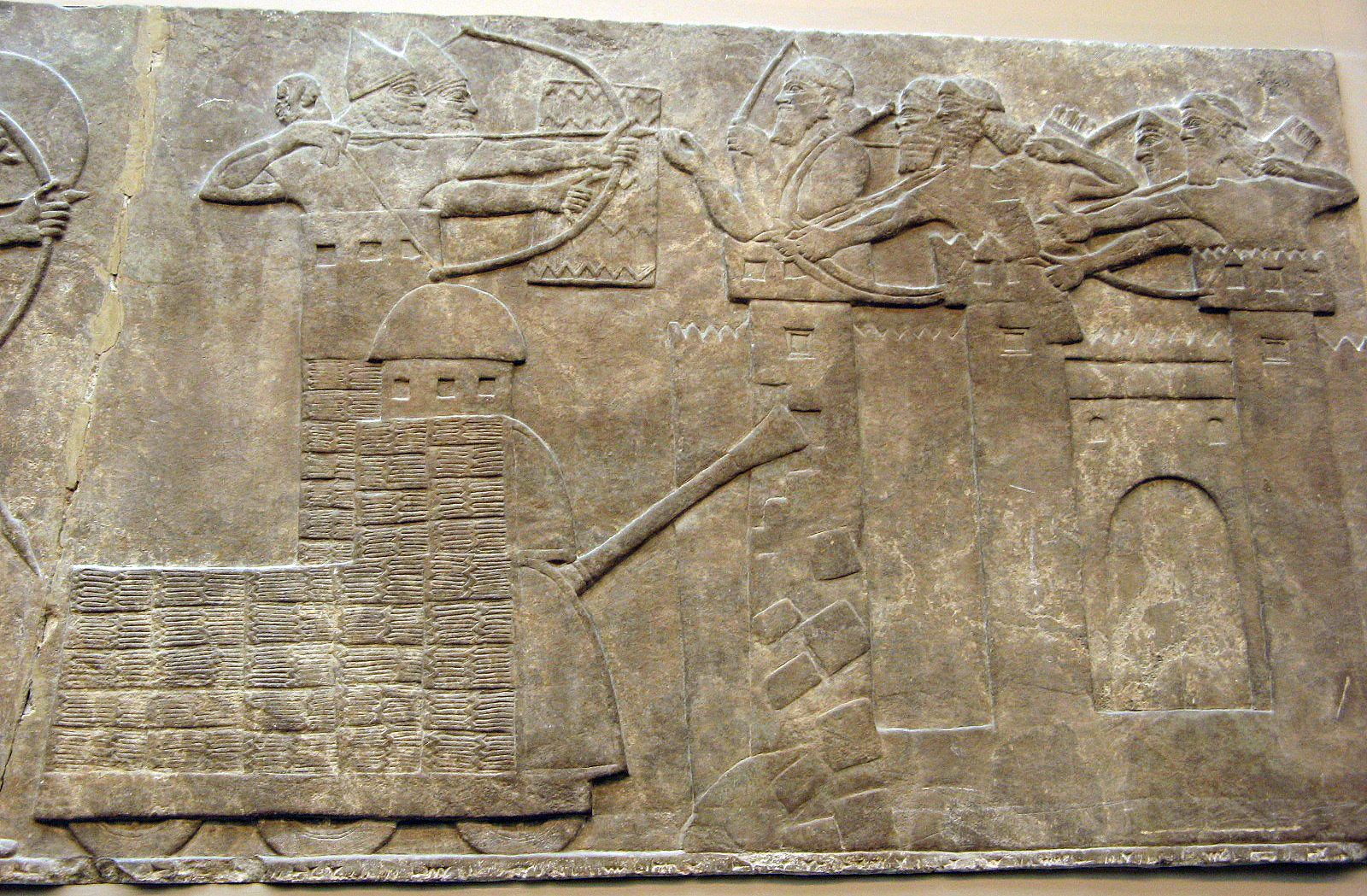
Asyřané obléhají město. Asyrský reliéf

Útočné techniky vznikly souběžně s technikami obrannými. Avšak, dlouhou dobu neměli útočníci prostředky na překonání a zničení hradeb. Pro útočníky to bylo velice deprimující, protože i když se jejich armádě podařilo porazit nepřátelskou armádu, mohly se zbytky těchto sil stáhnout do svých opevněných měst. Porazit a zničit dobře opevněné a zásobované město (či pevnost) bylo zhola nemožné. Útok mohl mít šanci na úspěch pouze jestli bylo město slabě opevněné, nebo v případě málo početné posádky. V některých případech se dařilo pod město podkopat a buď strhnout hradby nebo se pokračovalo v hloubení tunelu a útočníci se dostali do města (tato taktika se užívala po celý starověk, středověk a i v raném novověku se jednalo o účinnou taktiku), ale k uskutečnění podkopání bylo zapotřebí zkušených odborníků a těch bylo v té době málo.

Zcela první zmínka o používání válečných strojů pochází z doby obléhání města Nurrugum Šamši-Adadem I. (1813 př. n. l.–1761 př. n. l.), který nejspíše využil žebříky, beranidla a obléhací věže. Od té doby se již obléhací stroje stávají součástí většiny armád. Běžnou taktikou se stalo vybudování dobývacích staveb (příkopy, dřevěné palisády atd.) a poté přisunutí beranidel či věží. Tyto postupy nemohly organizovat lidé neznalí, takže se poprvé na bojišti objevili technici. Obránci na to odpověděli silnějším opevněním atd.(více v části obranné techniky). Výsledkem byla opětovná převaha obránců, ačkoliv se stále tehdejším mocnostem (Egypt, Chetitská říše) dařilo některá města dobývat. První říše, která vytvořila silné obléhací stroje, takže mohla dobýt většinu měst, byla říše Asyřanů. Asyřané dosáhli za vlády Tiglatpilesara I. velmocenského postavení. Po smrti tohoto panovníka dochází k úpadku říše a další vzestup jí čeká v devátém století př. n. l. V tomto období se Asyřané stávají mocností co se týče techniky obléhání, přičemž vrchol nastává v osmém století př. n. l. Pokud se asyrská armáda rozhodla oblehnout nějaké město či pevnost, postupovala následovně. Nejdříve vytvořila pás obléhacích staveb (dříve zmíněných) a jejich kontingenty lučištníků (chráněných štítonoši či stěnami z rákosu) zasypaly cimbuří nepřátelských hradeb. Následovalo vybudování rampy ze zeminy a pokryté kamennými deskami. Po této rampě mohlo být přisunuto beranidlo, ale v častějším případě se k tomuto účelu využívala věž. Věž byla několikaposchoďová, vybavená čtyřmi koly a beranidly v nižších patrech. Asyrská beranidla měla krytí (nemuselo být celkové), kovovou hlavici a samozřejmě kolečka. Asyřané nemuseli vždy zdolat město útokem, měli i schopnosti a vytrvalost pro zdolání města blokádou. Pokud se Asyřanům podařilo město dobýt, zachovali se většinou velice krutě. Nenávist ostatních národů vůči Asyřanům je výstižně vyjádřena v Bibli po dobytí Ninive roku 612 př. n. l.
| „       | Ninive lehla popelem. Kdo ji bude oplakávat? | “ |
| — Bible |                                              |   |

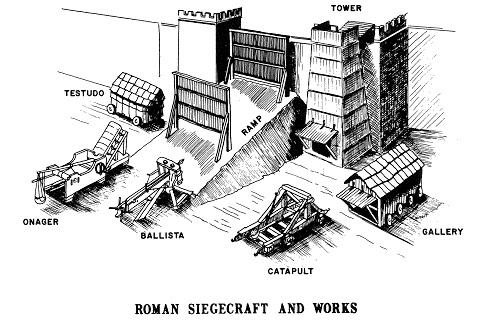
Římské obléhací stroje.

 Po pádu této říše se nakonec mocností na Blízkém východě stává Perská říše. Peršané sice vlastnili asyrské stroje, nějak zvlášť se však nesnažili o jejich používání, natož zdokonalení a Řekové neměli (prozatím) dostatečné znalosti pro zkonstruování obléhacích strojů. Kartáginci měli obléhací stroje prokazatelně k dispozici, ale převážně námořní charakter jejich říše zapříčinil nedostatek zájmu o obléhací techniky. Zvrat přišel až po nástupu Dionýsia I. (405–367 př. n. l.). Dionýsios byl vládcem sicilského města Syrakusy a rozhodl se skoncovat s přítomností Kartáginců na Sicílii. K tomu však potřeboval obléhací stroje. Dionýsios shromáždil v jeho městě velké počty inženýrů a techniků, kteří se pustili do zhotovování obléhacích strojů. Výsledkem bylo vynalezení dvou zbraní/strojů řečených gastraphetes a oxybeles. Gastraphetes znamená v překladu břišní luk a jednalo se o primitivní předchůdkyni kuše. Oxybeles byl předchůdce makedonských a římských katapultů, přičemž využíval principu napínacího systému s použitím dřevěných ramen ohnutých dozadu. Tyto stroje významně zdokonalil Archimédes (oxybeles byl schopen vrhat koule až o váze 80 kilogramů).
Pokračovatelem Dionýsia ze Syrakus byl makedonský král Filip II. Stejně jako syrakuský vládce, i Filip shromáždil na svém dvoře v Pelle velké počty vzdělaných mužů. Tito muži nahradili napínací systém systémem torzním. V podstatě tento systém nahradil využívání dřevěných ramen ohnutých dozadu namísto zkroucených svislých provazů s dřevěnými rameny umístěnými mezi nimi vodorovně (zvýšení dostřelu a přesnosti). Zdokonalením zbraně oxybeles vznikl stroj lithobolos, úplně první dělostřelecký kus (oxybeles vystřeloval jak šipky tak kameny, lithobolos pouze kameny). Řekové samozřejmě využívali i beranidla a obléhací věže. Beranidlo bylo zcela zakryto surovými kůžemi a k pohybu trámu se využíval kladkostroj. Z věží se staly doslova monstra a největší měřila 43 metrů.
Všechny poznatky Řeků a Makedonců převzali Římané ve třetím století př. n. l. Římané se brzy stali mistry jak v útoku, tak v blokádě měst (např. bitva o Alesii). K neprodyšné blokádě jim také pomáhalo jejich válečné námořnictvo. Římané nevynalezli nové stroje, ale značně zdokonalili stroje cizí. Ballista byla vylepšenou verzí lithobolu, scorpio zase oxybelu. Cheiroballistra se stala kombinací řeckých strojů oxybeles a lithobolos. Vylepšení se týkalo silnějších pružin, trámů, kovových projektilů atd. Ve třetím století dochází k úpadku útočných technik a místo dvojramenných katapultů (byly to všechny řecké, makedonské a římské katapulty) se začínají používat katapulty jednoramenné (např. onager).

### Obranné techniky

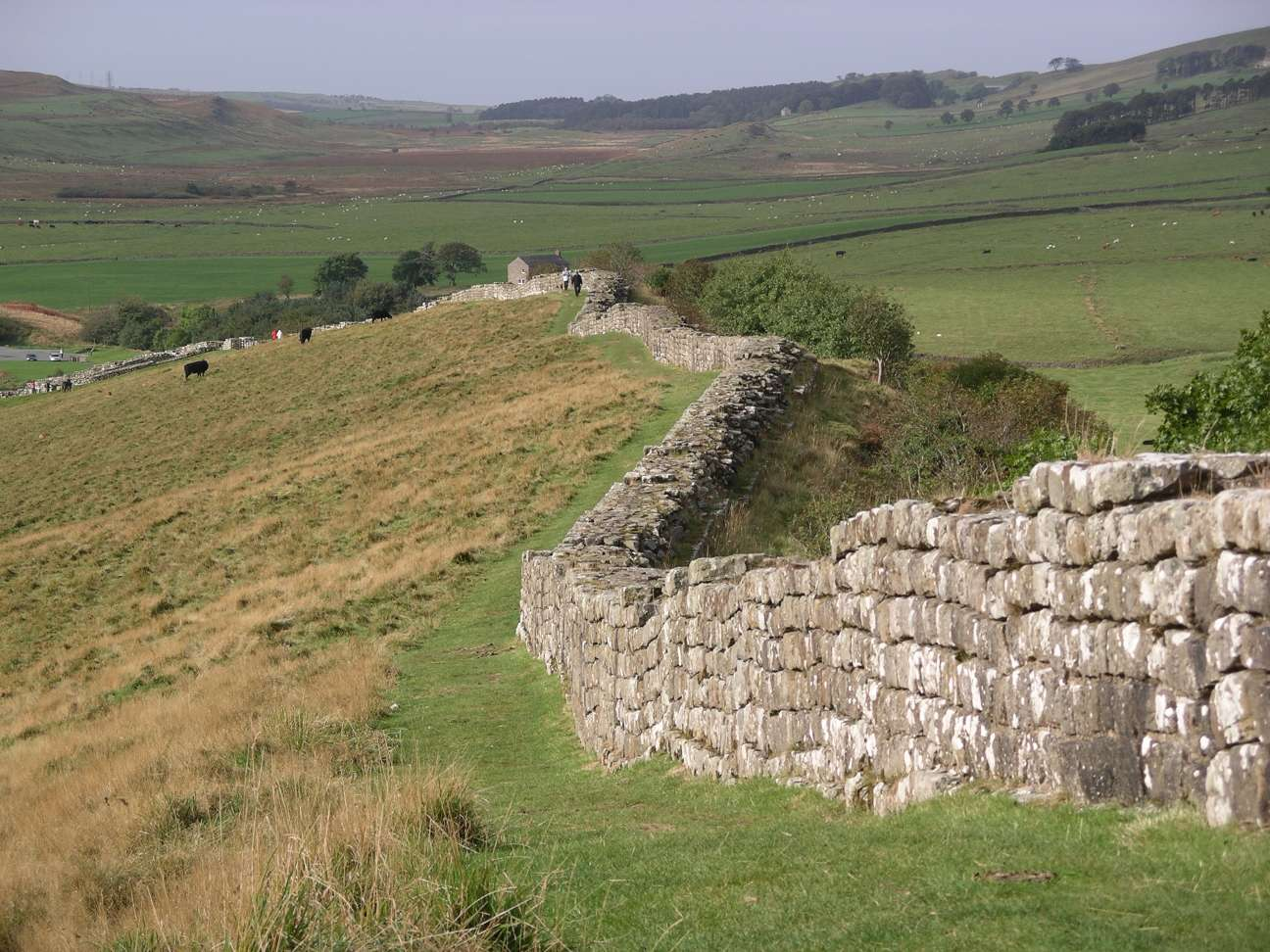
Jedna ze zachovalých částí Hadriánova valu u Greenhead

Když se lidé začali usazovat ve městech, brzy si začali stavět opevnění na svou ochranu. Úplně první doložené město ohrazené zdmi bylo Jericho. Jericho však bylo město značně malé a první velká sídliště vznikla až v Mezopotámii. Město Ur bylo kolem roku 3000 př. n. l. obehnáno zdmi, přičemž některé měly v základu tloušťku až 30 metrů. Ostatní města té doby musela mít podobně dobré opevnění. Městské hrady byly často doplňovány o věže. Věže nebyly od sebe vzdáleny více než třicet metrů, protože taková byla vzdálenost účinné střelby z luku. Některé hradby byly navíc postaveny s několika pravými úhly, aby byla využita maximální velikost střeleckého úhlu. Tyto obranné zdi byly postaveny z nepálených cihel a bylo dokonce možné je odsekávat, například sekyrami (tato taktika byla efektivní pouze u hradeb s malou tloušťkou).
Jak již bylo napsáno výše, kolem 18. století př. n. l. se objevují první obléhací zbraně. Obránci pochopili, že musí svá města a pevnosti vybavit odolnějším opevněním. Byly budovány příkopy, dvojité a trojité zdi, svahy ze zeminy či kamene (znemožněný přístup pro obléhací věže) a brány měly dokonalejší zařízení. Stále ve větší míře se požívaly zápalné šípy. Všechna tato vylepšení odradila nepříliš organizovaného a odhodlaného nepřítele, ale některé říše s vypětím všech sil dokázali tato opevnění překonávat. Asyřané utržili obranným technikám těžkou ránu a opět muselo dojít k zlepšení opevnění. Kolem osmého století př. n. l. měly města a pevnosti opět navrch nad útočníky. Cihlové zdi ustoupily kamenným stavbám, přičemž byly tyto hradby doplněny o bašty. Navíc bývala uprostřed města dobře chráněná pevnost (Řeky nazývaná akropole).
Důležitý zvrat přišel s inovacemi a vynálezy útočných strojů Řeky na Sicílii a Makedonci. Poté se stali přeborníky v obléhání Římané. I když byly nové útočné stroje účinné a nepřítel odhodlaný, nebylo dobytí města stále nic lehkého, ale Římanům se to většinou podařilo. Po ustálení hranic této říše započala výstavba pevností a valů (nejznámější byly limes Romanus a Hadriánův val). Římané docílili zlepšení obranných technik využitím dobře opracovaných kamenů a betonu. Také se v těchto pevnostech objevují vodní příkopy, padací mosty, padací mříže atd. (je zajímavé, že se tyto inovace postupem vžily jako středověké). Po pádu Západořímské říše dochází k úpadku obranných techniky, ovšem ne tak propastnému jak u technik útočných.

## Středověk

### Útočné techniky

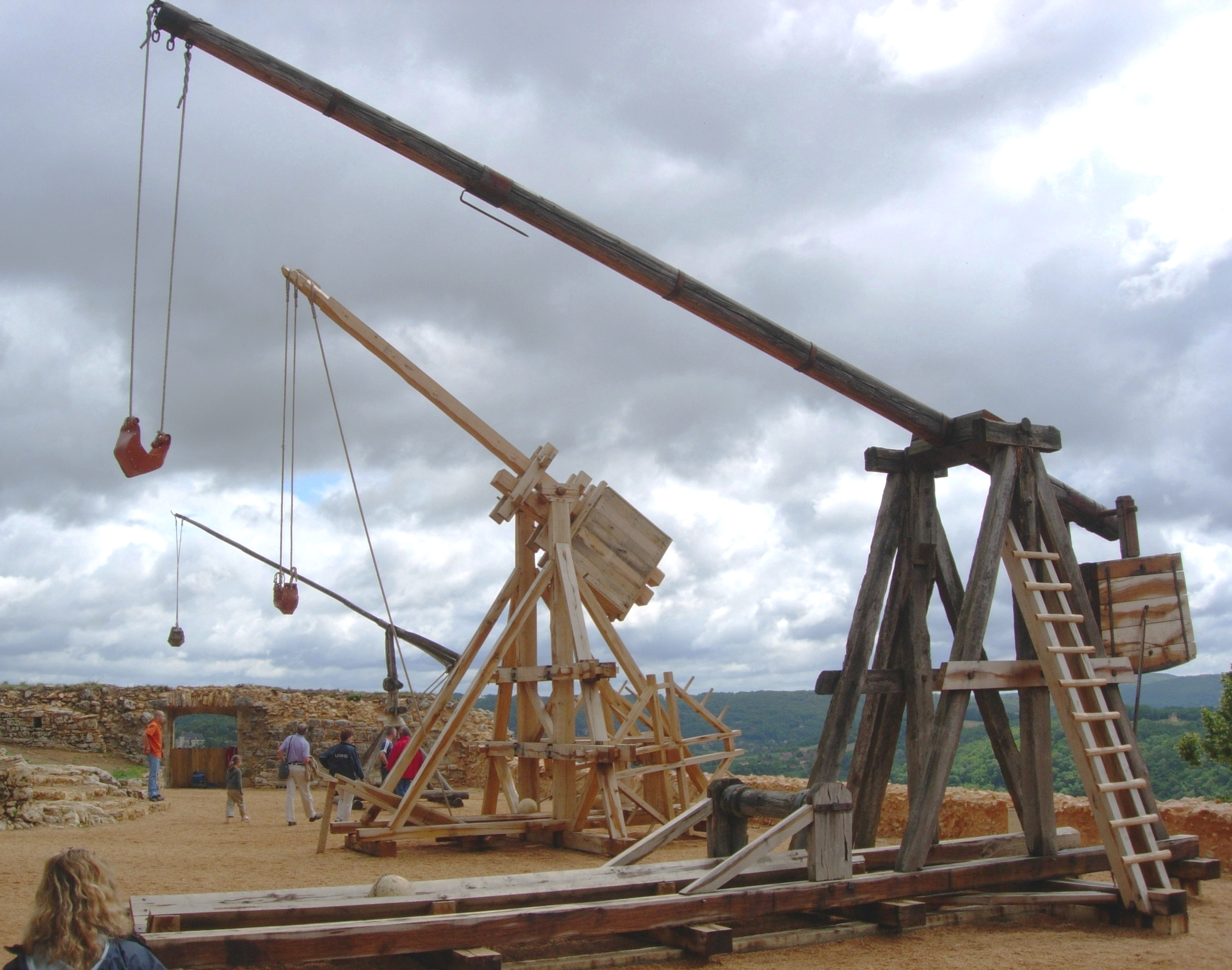
Rekonstrukce tří trebuchetů

Na počátku středověku se útočné techniky nemohly rovnat těm římským z doby 1. a 2. století. Barbaři (Germáni) samozřejmě dokázali postavit obléhací stroje jako beranidlo, obléhací věž a dokonce onager (jednoramenný katapult), ale přesnější a účinnější dvojramenné katapulty (balista atd.) se již v Evropě nikdy nepoužívaly. Umění stavby obléhacích staveb a logistického vedení obléhání se rovněž pozapomnělo. Jediný stát, který zdokonaloval útočné techniky a dokonce vlastní vynalézal byla Byzantská říše. Řecký oheň, velký byzantský vynález byl údajně vynalezen Syřanem jménem Kallinikos. Byzantinci věřili, že je tento vynález dar od boha a jeho složení žárlivě střežili (jeho přesné složení není dosud známo). I tak se většina odborníků shodla, že hlavní složkou byla nejspíše nafta. Dále řecký oheň pravděpodobně obsahoval petrolej, pryskyřici a ledek. Zbraň byla používána v kapalné formě a Byzantinci vyráběli válcové kánony, z nichž se vystřelovala tuto směs na nepřátele. I přes horečné střežení se řecký oheň dostal do rukou Arabům a později křižákům.

Z počátku se nemuseli Evropané snažit o zlepšení útočných technik. Obranné techniky se totiž kvalitativně zhoršily a odhodlanému útočníkovi se často dařilo města či pevnosti dobývat. V 10. století se však objevuje nový typ pevnosti, hrad. Hrady byly čistě středověkou stavbou a v mnoha ohledech překonávaly i nejlepší starověké pevnosti. Pro útočné techniky to byla těžká rána a i přes určitá vylepšení stála výhoda do konce 14. století na straně obránců. Během raného a vrcholného středověku se používaly stroje a zařízení, která byla známa již ve starověku, byť se jejich konstrukce trochu změnila. Nejjednodušší zařízením na překonání hradeb byl žebřík. Žebřík se vyráběl ze dřeva nebo z konopných lan a často se na jeho konci nacházely háky či zuby, které se zaklesly do hradeb. V několika případech byl žebřík opatřen tunelem chránící šplhajícího muže. Tento nástroj se používal hlavně v masových útocích. Beranidlo se v této době samozřejmě také využívalo a bylo známo v mnoha formách. Od primitivní klády nesenou muži až po důmyslný stroj opatřený kovovou hlavicí a krytím. Obléhací věž našla též uplatnění na středověkém bojišti. Často se nazývá zvonice a byla velmi podobná své starověké předchůdkyni (opatřena koly, bočním krytím atd.). Velikosti věží se velmi lišily, některé dosahovaly výšky až 29 metrů! Věž musela být dobře zkonstruována, protože při špatné stabilitě docházelo k převrhnutí tohoto obléhacího stroje. Již složitější zbraní byly vrhače střel. Vrhače střel lze rozdělit do dvou kategorií, první se uváděl do provozu podobným způsobem jako luk a druhé ke svému pohonu využívaly krut (lana zkroucena mezi ramena). Ve středověku neexistovaly specifické rozměry se standardizace těchto zbraní, takže každá zbraň mohla být de facto originál.

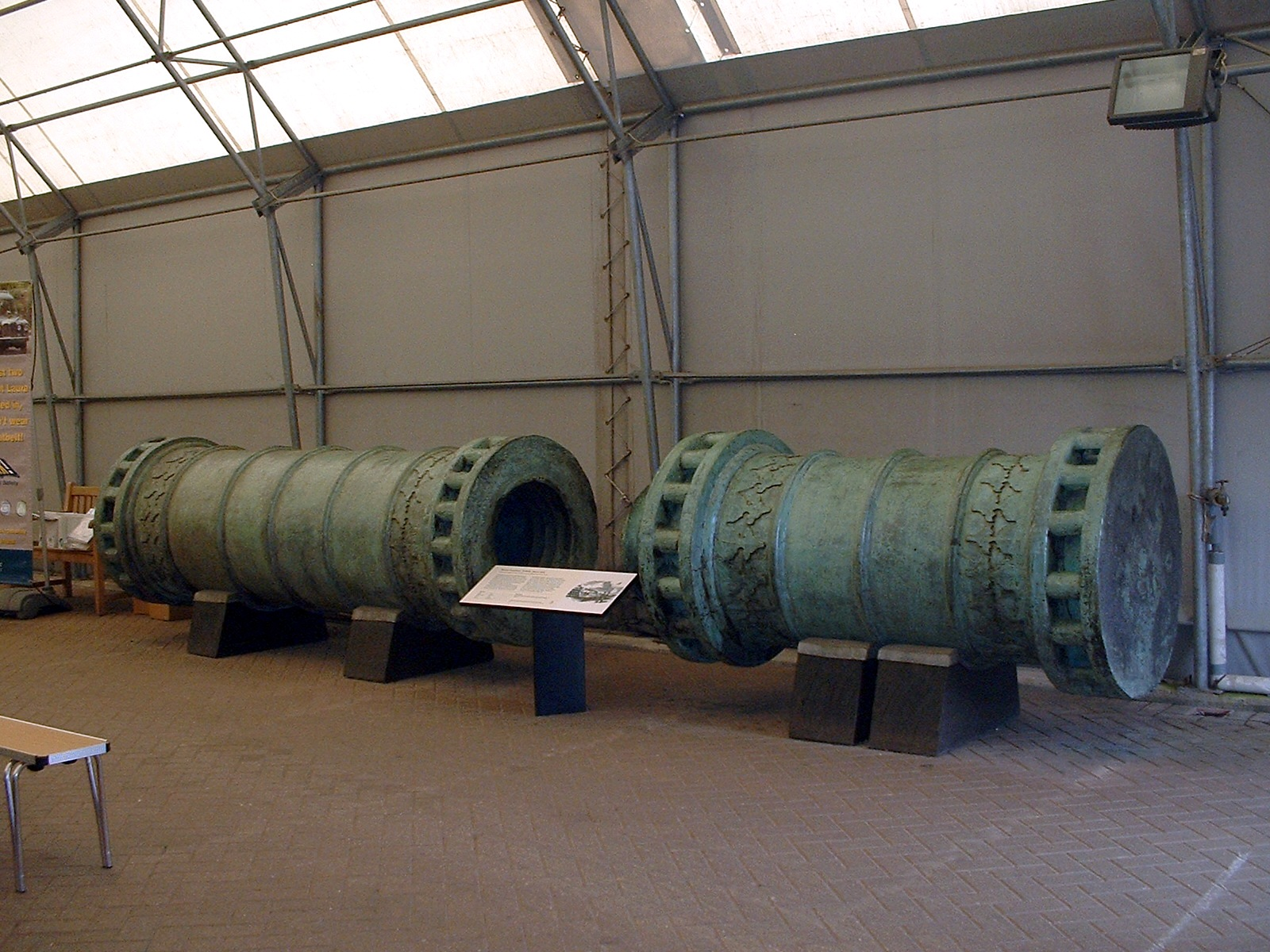
Těžké bronzové dělo osmanských Turků, které bylo používáno při obléhání Konstantinopole.

 Nedochovaly se nám také žádné přesné a ověřitelné popisy středověkých jednoramenných katapultů. Středověcí spisovatelé a kronikáři (většinou duchovní) neměly jasnou představu jak stroje vypadají, natož aby viděli stroj v praxi. Často k pojmenování těchto strojů používají římské názvy jako balista, onager či mangonel. Stroje vystřelující šipky se souhrnně nazývaly jako balista (název mohl označovat běžný samostříl tak i obléhací zbraň). Stroj vrhající kameny měl mnoho názvu, ale nejvíce se vyskytuje jméno mangonel. Mangonel byl v podstatě prak využívající krutu lan a s ramenem podobným lžíci. Byl vybaven kolečky a k jeho výrobě se používalo velmi pružné dřevo (třešňové). Jako projektil se osvědčil kámen, ale lze se také dočíst a vystřelování kovových střel a zápalných materiálů (řecký oheň). Nejlepší mangonely měly dostřel 110 metrů. Posledním způsobem jak zdolat hradby bylo podkopání. Podkopání se většinou odehrávalo v noci a často docházelo k zhroucení tunelů v důsledku závalu (ať už nepředvídatelném nebo uskutečněném obránci). Jak již bylo napsáno, do konce 14. století měli navrch obránci, nemůžeme však říci, že by byly hrady nedobytné, uvedené obléhací stroje a zbraně svoji účinnost během středověku dokazovaly.

První skutečnou středověkou obléhací zbraní byl trebuchet. Trebuchet měl dlouhé zužující se rameno na jehož konci byl umístěn prak a zbraň uváděl do chodu systém protizávaží (viz obrázek). První jasný důkaz o použití trebuchetu pochází ze 13. století. Jednalo se o zbraň přesnou a ničivou (bylo zjištěno, že k vystřelení kamene o 1 tuně je zapotřebí 24 tun protizávaží). Trebuchet však neskoncoval s převahou hradů, katem hradů se nakonec stalo dělo. Zpočátku se jednalo o nemotornou zbraň sloužící spíše k zastrašení nepřítele, než k jeho zničení. Postupem času se však děla kvalitativně zlepšovala a velmi se předvedla při obléhání Konstantinopole v roce 1453. Konstantinopole byla hlavní město Byzantské říše a obléhání trvalo přibližně měsíc a půl, přičemž dobový autor smutně píše:
| „ | Bylo sotva dostatek mužů, kteří mohli chránit hradby. | “ |

Děla se vyráběla buď z bronzu nebo z železné litiny. Ve středověku neexistovaly vysoké pece, takže se děla neodlévala. Místo toho se svařilo mnoho kovových tyčí kolem válcového jádra, jež se později obmotalo obručemi. Dělo nakonec ukončilo převahu hradů v Evropě.

### Obranné techniky
Po dobytí Západořímské říše barbary se v římských městech začali usazovat právě oni barbaři. Brzy se jim podařilo napodobit římské opevnění a snažili se ho zlepšovat. Výsledkem byl hrad. Hrad se stal prvním vskutku originálním objevem středověkých obléhacích technik. První hrady pocházejí nejspíše z 10. století a jeden z prvních byl objeven v roce 950 ve Francii. V té době má však hrad konkurenci v novém typu opevnění, s tzv. motte. Motte nejspíše vzniklo ze zemědělské usedlosti, která se postupně více opevňovala. Motte nebylo budováno z kamene jako u hradů, nýbrž ze dřeva a zeminy. Pevnost vznikla ve Flandrech a Francii a nejspíše se jednalo o kombinaci vikinského a franckého vojenství. Nejodolnějším částí opevnění byla vyvýšenina (motte), která byla buď přirozená nebo se budovala uměle. Na jejím vrcholku stála hradba z kůlů (palisáda) a nejdůležitější stavba celého opevnění, strážní věž, která se stavěla buď ze dřeva či kamene. U tohoto opevnění se vyskytovalo nádvoří (samozřejmě níže položené), kde byly sklady a obydlí pro prosté venkovany. Celé tato stavba mohla být ještě opevněna další palisádou, příkopem a náspem. Motte mělo hned několik výhod. Bylo levnější a rychleji postavené, přičemž v 10. a 11. století jsme svědky masivní výstavby těchto pevností. Ve 12. století se poměry v Evropě ustálily a králové získali větší moc.

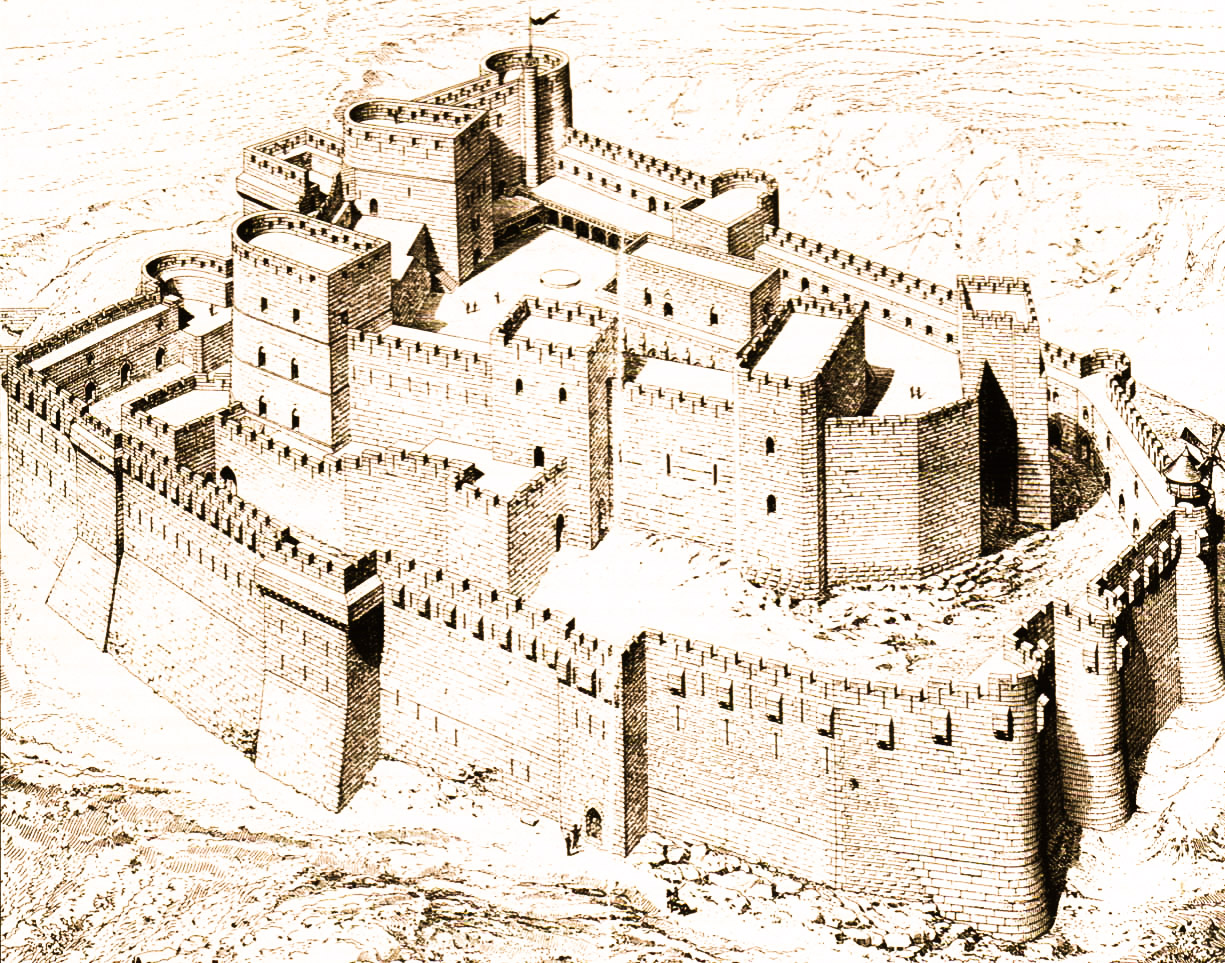
Krak des Chevaliers, nádherný příklad koncentrického hradu

 Motte byly přestavovány na kamenné hrady, které se nemusely udržovat a samozřejmě vydržely větší nápor nepřítele.
Částečně byla konstrukce hradů ovlivněna byzantskou a arabskou technikou přinesenou z křížových výprav. Je sice těžké popsat průměrný raný hrad, ale ve většině případech měl donjon (hradní věž), vnější hradby doplněné o věže (většinou čtvercové) a předprsně (dřevěný výklenek z hradeb). Ve 12. a 13. století se konstrukce hradů dále zlepšuje. Nebylo to pouze díky důmyslnosti středověkých konstruktérů, ale v této době se také ve větší míře středověcí stavitelé učí z antických knih (například knihy od Vegetia). Standardem se stávají kruhové věže, které bylo těžší zničit než věže čtvercové. Také se často budují příkopy (suché či vodní), padací mosty a padací mříže. V této době se objevuje nový typ hradu tzv. koncentrický, též soustředný (například hrad Château-Gaillard či Krak des Chevaliers). Takovýto hrad měl více než jednu řadu hradeb, přičemž nejběžnější byl hradby dvojité. Vnější hradby byly nižší než hradby vnitřní a hradní věž již není povinná. Velkým budovatelem hradů byl Eduard I., který se údajně nechal inspirovat opevněním Konstantinopole. Hrady té doby měly snad všechny možné opevňovací stavby od náspu a valů až po systémy bran vestavěných ve věži nebo mezi dvěma věžemi.
I ve městech se již od 12. století objevují hrady, které sloužily jako citadela daného města. To však neznamená, že by snad města sama nepředstavovala impozantní pevnosti. Konstantinopolské hradby měly 14 kilometrů dlouhé hradby obrácené k moři a 6,4 kilometrů dlouhé pozemní hradby. Hradby doplňovalo více než 100 věží a velké množství bran. Dopad hradů a opevnění celkově byl dalekosáhlý. Díky hradům si mohly i malé státy zajistit nezávislost na úkor svých velkých sousedů. Po nástupu děl se hrady postupně přestávají stavět a jejich konec přichází v 16. století. Obránci přidali mnoho prvků, které zlepšily odolnost pevností a k jejich obraně se ve velké míře využívala ona děla. Tyto pevnosti však byly velmi drahé a mohli si je dovolit jen bohatí šlechtici, králově, města či státy. Již nikdy nedominovala ve světě nějaká obranná stavba tak, jako dominoval hrad v Evropě.

## Raný novověk

### Útočné techniky

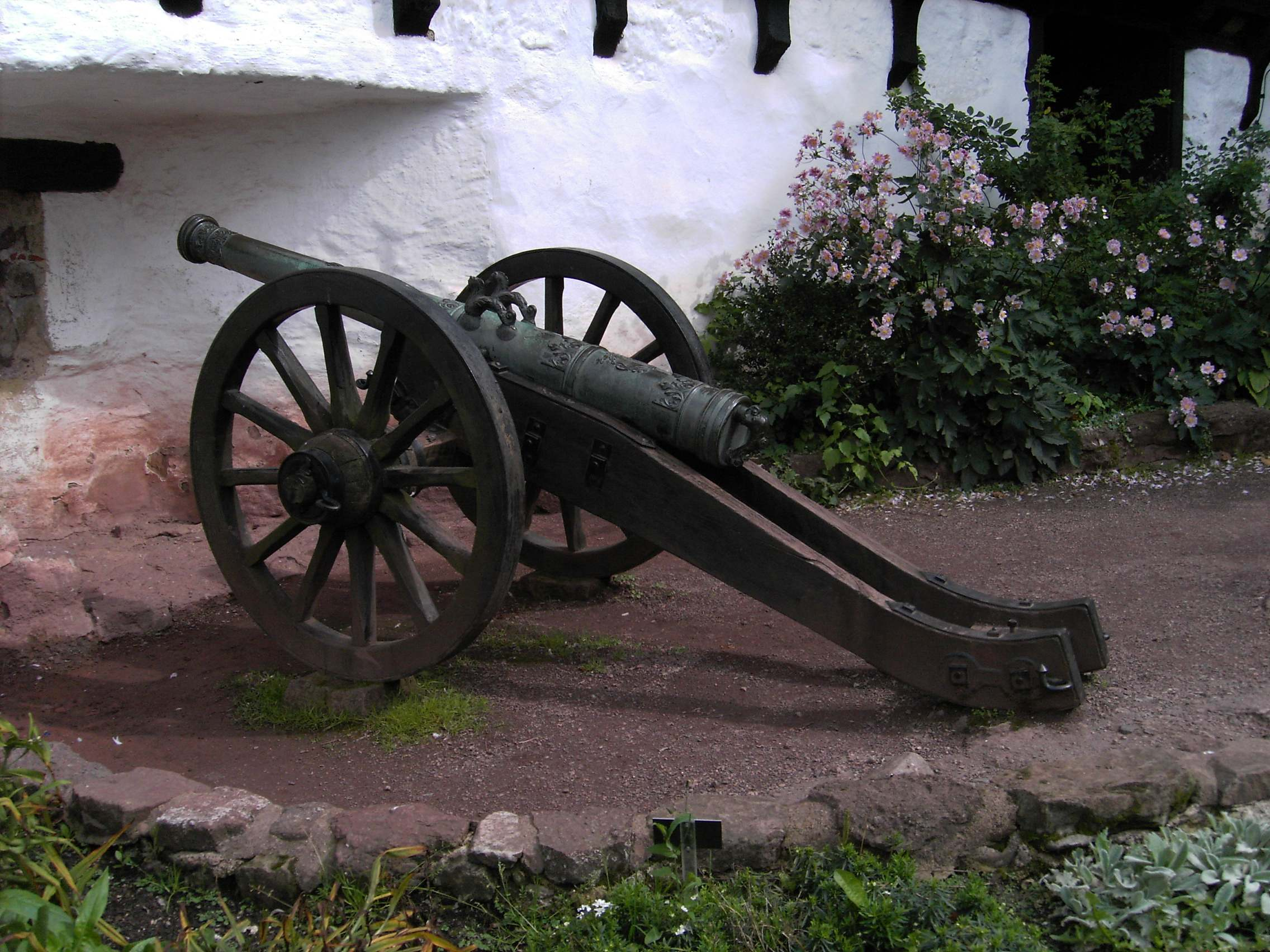
Dělo ze 17. století

Děla z konce 15. století a z počátku 16. století byla poměrně neohrabaná a nehodila se k dynamickému vedení války. Od děl té doby se nečekalo nic jiného než to, aby stála na jednom místě a ostřelovala hradby. Přesnost děl byla též pochybná a vůbec nemohl být u tohoto děla nastaven úhel střelby.
Tento problém vyřešili francouzští dělostřelci. Když v roce 1494 Karel VIII. vpadl do Itálie, obránci byli překvapeni jakým dělostřelectvem tento panovník disponuje. Konstrukce francouzských děl byla tak důmyslná, že se podoba těchto děl nezměnila až do 19. století. Hlaveň měla délku 2,4 metrů a z důvodu lehké přepravy se nacházela na dřevěném podvozku. Navíc, bylo možné s hlavní pohybovat, a to díky otočnému bodu tvořeném dvěma čepy. Francouzská děla byla vskutku účinná. Francouzům se podařilo velmi rychle dobýt Florencii, Řím a v roce 1495 Neapol. Je samozřejmé, že francouzské dělostřelectvo jiné státy v rychlosti okopírovaly (jako italské státy, Španělsko atd.).

Během válek v 16. století se ze Španělska stala silná a velká mocnost. Vzhledem k rozmanitým bojištím, ve kterých Španělé bojovali bylo zapotřebí typizace dělostřelectva. V roce 1609 španělský generální zbrojíř zavedl čtyři základní třídy děl, a to 48liberní (tzv. drtič zdí), 24liberní (tzv. demi-kanón), 10 až 12liberní (čtvrtinové dělo) a konečně 6liberní (osminové dělo). Ze všech těchto základních tříd se nejvíce používalo dělo 24liberní, protože se ukázalo jako vhodné k ostřelování měst a armád, přičemž nebylo tak těžkopádné jako dělo 48liberní. Děla však mohla ničit pouze hradby měst a nemohla poškodit stavby uvnitř města. Brzy se objevila poptávka po dělu, které by něco podobného dokázalo. Nové dělo takového typu se jmenuje moždíř (zvaný též bombarda) a v akci se objevilo poprvé v roce 1588 při obléhání holandského města Wacthendonck Španěly. Moždíř se vyznačoval značně krátkou hlavní a vystřeloval střely s vysokou trajektorií. Projektil musel mít hmotnost mezi 63 až 68 kilogramy, aby byl schopen prorazit střechu a podlahu budovy. Psychologický dopad na obránce měl moždíř opravdu ohromující. Posádka města chráněna zdmi se cítila relativně v bezpečí před děly, ale když jim moždíře začaly ničit domy a sklady munice, morálka a bojeschopnost rychle klesla. Jak poznamenal francouzský pozorovatel:
| „ | Doslova rozmetaly a usmažily osoby, které se nacházely uvnitř. | “ |

Vzhledem k tomu co víme, si můžeme udělat ucelený obrázek, jak vypadlo obléhání v 16. a 17. století. Nejdříve byl vybudován opevněný tábor a souvislé linie dřevěného opevnění, jak kolem tábora tak kolem obléhaného města. Dále byl vykopán přední val, který byl rozšiřován tak dlouho, dokud v něm bylo dost místa pro děla. Poté se směrem k městu vyhloubil klikatý zákop, přičemž v této chvíli již nemohli útočníci poskytnout plnou podporu svým dělníkům (velká vzdálenost od tábora).

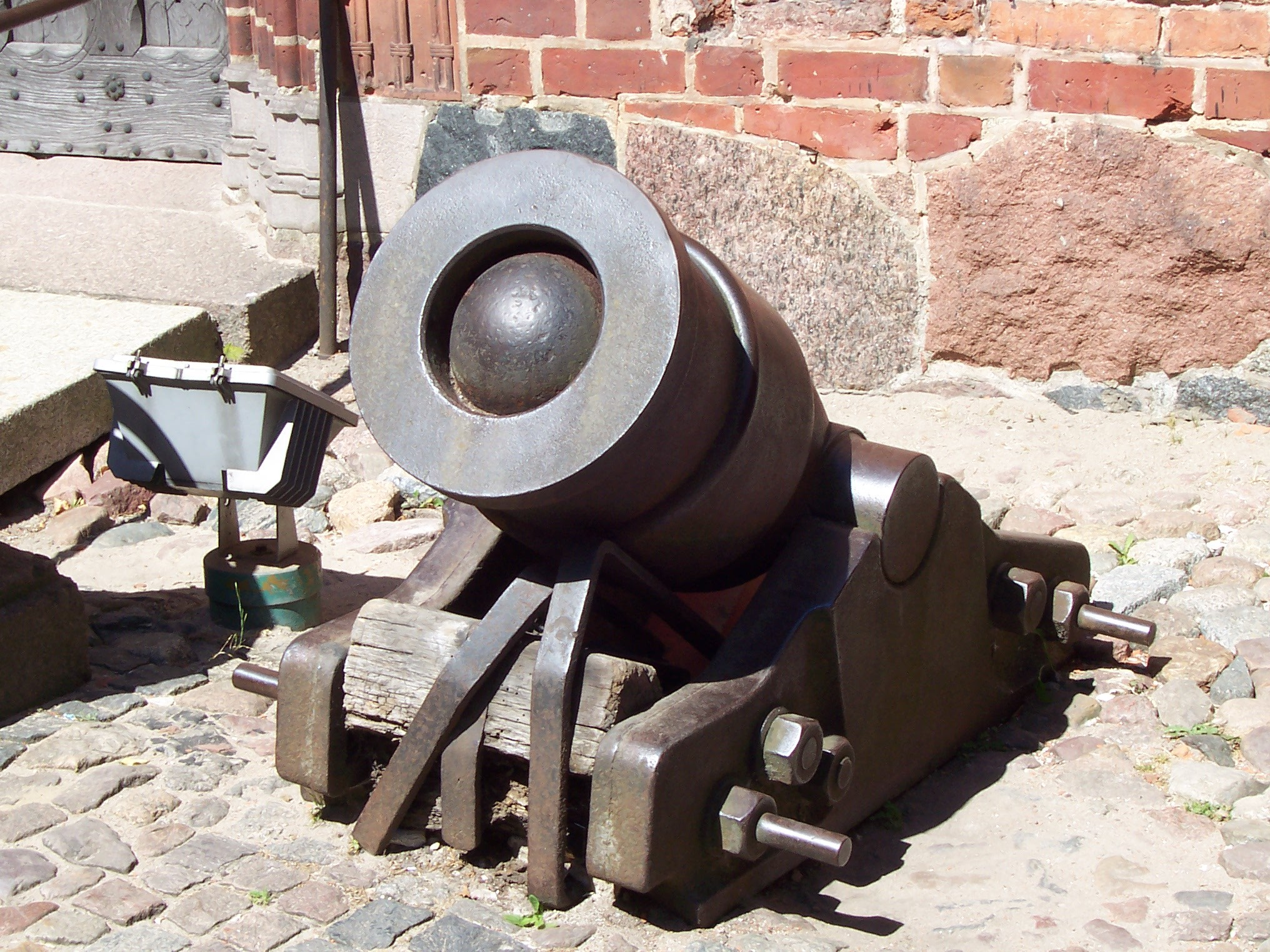
Polská bombarda

 Dělníci se snažili chránit koši plněnými zeminou, zákopovými válci a dřevěnými stěnami. Vrcholem této snahy bylo vybudování valu známého jako cavalier de tranchée (neboli šance), u kterého se mohly shromáždit úderné jednotky, protože představoval bezpečnou ochranu před střelami obránců. Útočné jednotky se pak mohly dostat k městu chráněnými valy a zákopy vybudovanými jejich dělníky. Nelze si však představit, že by se vybudováním tohoto skvostného obléhacího díla obešlo beze ztrát (průměrně zahynuly dvě třetiny dělníků). Útočníci se většinou snažili zničit či prorazit nejbližší bastion, ovšem obléhatel musel mít dostatečnou palebnou sílu na ochranu svých bojovníků (ostatní bastiony mohly nepřátele ostřelovat z boku). Po vytvoření průlomu se většinou posádka města vzdala.
Velkou měrou se o rozvoj obléhacích technik zasloužil Sébastien Le Prestre de Vauban. Vauban vstoupil do francouzské armády v polovině sedmnáctého století a byl svědkem naprostého chaosu, který panoval při obléhání. Pochopil, že příčinou tohoto zmatku jsou nedostatečně profesionální ženisté. Vauban tedy založil ženijní sbor a z jeho členů vytvořil odborníky na obléhání, kterých si vážila celá francouzská armáda. Dále tu byl problém s velkou složitostí při budování obléhacích staveb. Vauban vytvořil jednoduchý postup při obléhání. Nejdříve byla zhotoven zákop, souběžný se zdí či hradbami. Poté byl vyhlouben klikatý zákop (approche), přičemž se zákop prodlužoval přímo k hradbám. V určité vzdálenosti se vykopal další rovnoběžný zákop, hned na to další approche atd. dokud nebyli útočníci schopni ostřelovat nepřátelské město. Většina obránců se při takovémto postupu nepřátel brzy vzdala. Francouzským nepřátelům se však brzy podařilo okopírovat francouzské postupy.
Menno von Coehoorn je svým uměním často srovnáván s Vaubanem. Zavedl holandský ženijní sbor a vynalezl lehký moždíř (nese jméno svého vynálezce). V roce 1732 zavedl francouzský dělostřelec Valiére první dělostřelecký systém, přičemž větší váhu kladl na dělostřelectvo obléhací. V raném novověku, ale nemusel mít útočník početné dělostřelectvo, aby se zmocnil silně bráněné pevnosti. Osmanští Turci se stali mistry v podkopávání a v budování tunelů pod městem. Pro měření vzdálenosti horníci použili kámen připevněný na provázku, který hodili k hradbám (v noci). Poté provázek uřízli a táhli ho zpátky, tak zjistili jak musí být tunel dlouhý. Tuto techniku od nich Evropané samozřejmě převzali a začali jí používat. Během dalších staletí se umění podkopů nezapomínalo, ale pod vlivem Vaubana se od této techniky s větší části upustilo. V některých případech byly také prováděny nečekané útoky s použitím lehkých podpůrných dělostřeleckých zbraní.

### Obranné techniky

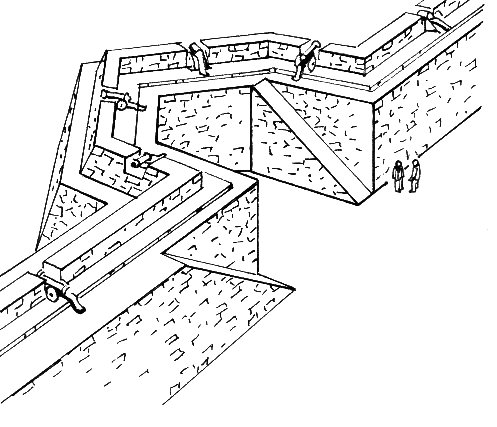
Náčrt bastionu

Jak již bylo napsáno, děla neměla nejmenší problém s ničením hradů. Italské pevnosti platily ve středověku skoro za nedobytné a najednou kapitulovaly během několika hodin (pevnost Monte San Giovani vydržela ve středověku obléhání dlouhých sedm let, za pomoci děl padla za osm hodin). Když opadlo počáteční překvapení, začali Italové své pevnosti přizpůsobovat ničivé síle útočných technik. Jako první účinné řešení se ukázalo budování nízkých hliněných valů, které dokázaly pohltit sílu dělostřelecké palby. Valy musely být opatřeny dřevěnými palisádami a chráněny vojáky, jinak mohla být tato inovace obsazena nepřáteli. Zemní práce tohoto typu však představovaly dočasné řešení. Byla nutná častá údržba valu a palisády rychle hnily. Středověké kamenné hradby musely být nahrazeny moderním opevněním.

Italové zavrhli kruhové věže a místo nich začali budovat bastiony. Bastion byl čtyřstranně lomený a měl šípovitý tvar. Na jeho cimbuřích se nacházelo velké množství děl, přičemž tato děla mohla svou palbou podporovat sousední bastiony. Hradby byly nízké a mohutné, takže dokázaly odolávat dělostřelecké palbě. Celou pevnost obklopovaly hluboké a široké příkopy. V roce 1497 obyvatelé Janova vynalezli tzv. ravelin, což bylo trojúhelníkovité zemní opevnění chránící brány a slabá místa hradeb. Poté existovala ještě tzv. krytá cesta nacházející se za suchým a vodním příkopem a zaručující ochranu mušketýrům. Břehy příkopů odvráceny od pevnosti byly navršeny do náspů (tzv. glacis), na jejichž ploše mohla růst pouze tráva (stromy by umožňovaly krytí). Pokud se útočníkům podařilo prolomit opevnění, obránci většinou vystavěli improvizovanou hradbu v místě průlomů. Tato hradba se nazývala retirara a tvořil ji val ze zeminy, který byl vyztužen dřevěným bedněním. Za retirarou se nacházela pěchota a dělostřelectvo a nebylo vůbec snadné se přes tuto hradbu dostat.

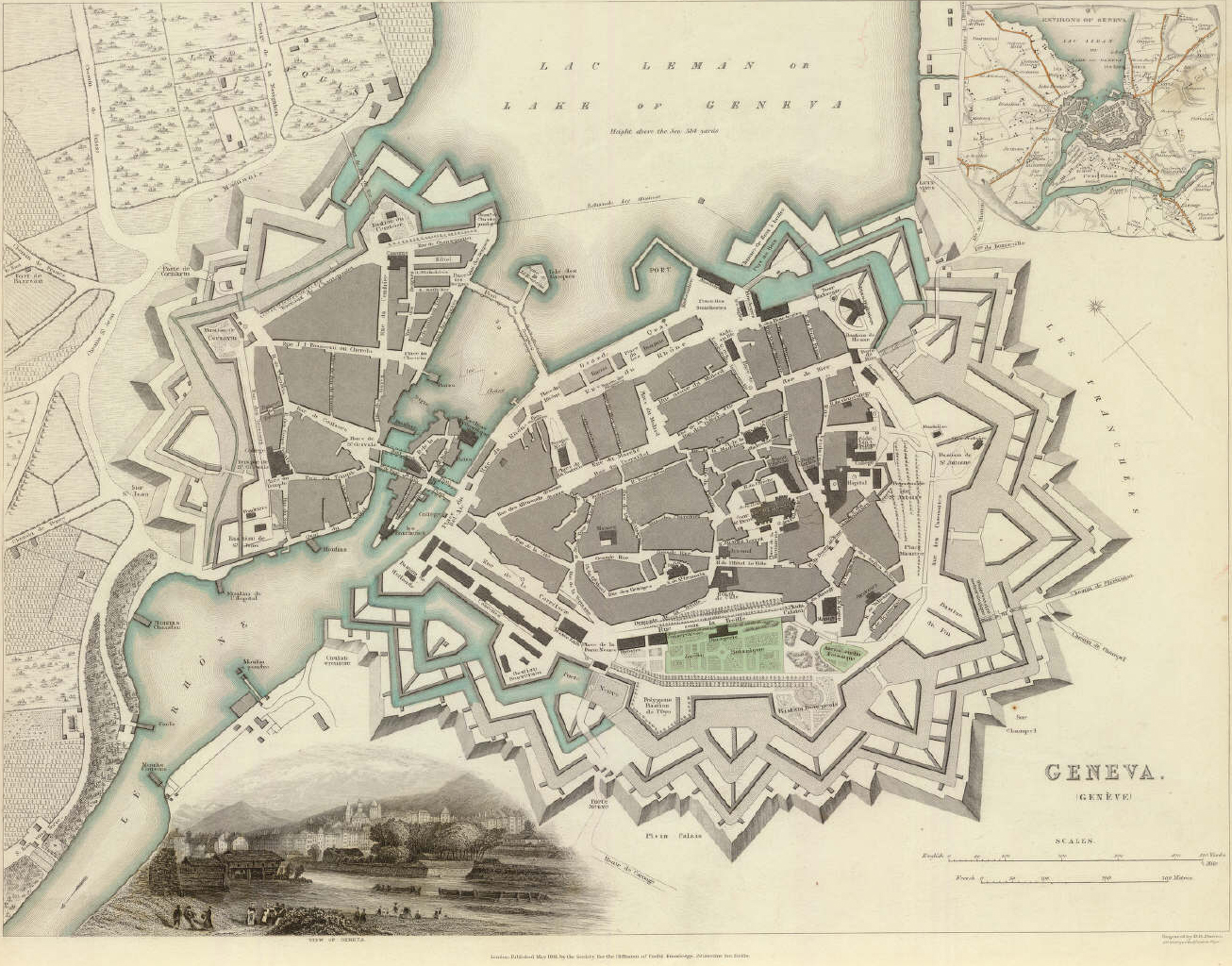
Plán opevnění Ženevy

 Italské obranné techniky se brzy osvědčily a mnohé národy je rychle kopírovaly. Sami Francouzi najímali italské inženýry na stavbu pevností.
Během osmdesátileté války došlo k mnoha obléháním. Nizozemci vyvinuli nový typ opevnění. Vzhledem k tomu, že válka byla proměnlivá, potřebovali Nizozemci pevnosti, které nestály příliš peněz a rychle se postavily. Holandské pevnosti tvořila převážně zemina a rozličná vodní díla. Silný ochranný val z hlíny byl hlavní částí nizozemského opevnění, jež se směrem dolů svažovalo a proti útokům ho chránily dřevěné palisády. Bastiony byly rozmístěny celkem řídce (229 metrů od sebe), ale doplňovaly je demi-bastiony, pevnůstky ve tvaru půlměsíce spojené kurtinou. Navíc Holanďané ve svých pevnostech využívali již zmíněný ravelin. U přechodů přes řeky se budovaly malé pevnůstky ze zeminy zvané Schanzen. Holandský systém měl prokazatelné kvality. Mezi tyto kvality patřily hlavně rychlost a nízká cena. Například vybudování opevnění města Ghent trvalo Holanďanům dva roky a stálo je to 300 000 florinů. Odhaduje se, že Italům (využívajícím spíše kámen) by stavba trvala 20 let a stála desetkrát tolik. Avšak holandské obranné techniky měly též velké nedostatky. Pevnosti ze zeminy musely být chráněny velkými počty drahých vojáků. Mohutný vodní příkop, nacházející se u většiny pevností, bylo zapotřebí udržovat (v zimě odstraňovat led atd.). A navíc měl tento typ opevnění pouze dočasný charakter. Zemina se často sesouvala a dřevěné podpěry a palisády ve vlhkém prostředí neobyčejně rychle hnily. Z hlediska ekonomického a vojenského se ukázalo, že holandský systém je nedostačující, avšak některé holandské postupy se zachovaly.
Většina pevností v 17. a 18. století byla budována z kamene a místy se využívaly zemní práce. Velkým stavitelem pevností se stal maršál Vauban. Vauban sice nepřišel na nové převratné metody, ale dokázal dovést k dokonalosti metody stávající. Vauban dokázal postavit pevnost tak, aby byl maximalizován její dělostřelecký potenciál. Kde to šlo, nechal vystavět dvojité hradby. Jeho největším úspěchem se stalo vybudování pevnostní linie zvané frontiére de fer, táhnoucí se od kanálu La Manche až ke švýcarským hranicím. Pevnosti z doby raného novověku byly zcela jistě impozantní a účinné, ale během napoleonských válek se stávaly stálé méně využívané a odolné a nakonec skončila nejen jejich doba, ale i doba kamenných pevností obecně.

## Napoleonské války

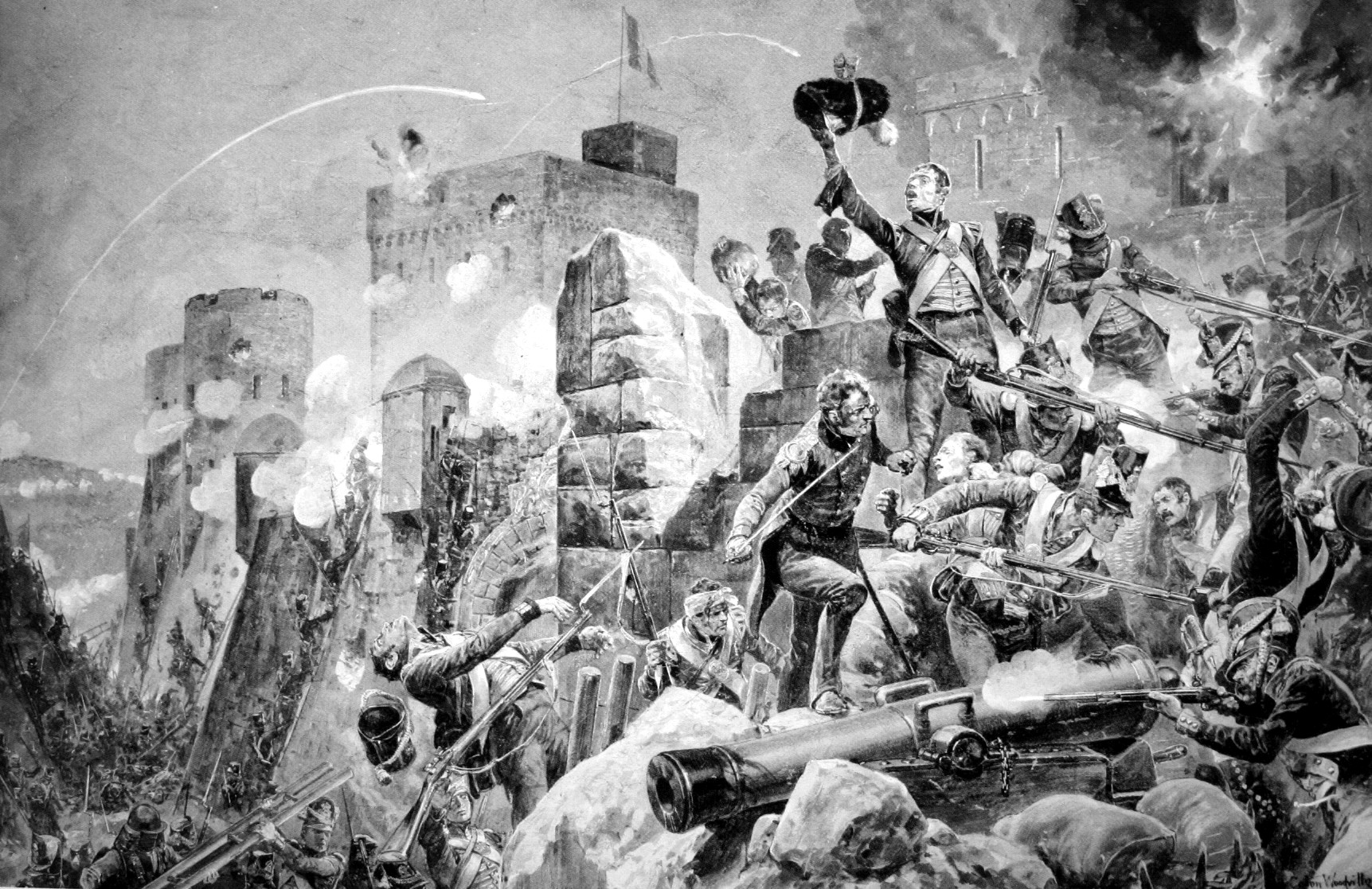
Obléhání města Badajoz v roce 1812

Po celém období válečných operací v období mezi lety 1792 až 1815 nebyl kladen důraz na obléhání. Stalo se tak z několika důvodů. Dělostřelectvo se stalo mobilnější a používalo se ve stále větších počtech. Navíc, děla měla těžší a těžší kalibry, které dokázaly účinněji ničit hradby. V době napoleonských válek se také nerozhodovalo o osudech říší při obléhání měst, ale při taženích armády a v epických bitvách. Snad jen při španělském tažení se obléhání dostává více do popředí.
Nemůžeme však říci, že by se města či pevnosti neobsazovaly a nesváděly se o ně bitvy. Vzhledem k převaze dynamického vedení boje bylo zapotřebí co nejrychlejší obsazování pevností a měst, aby mohl vojevůdce pokračovat v tažení a aby se zajistila pacifikace území. Typické opevnění z napoleonského období se skládalo z hliněného valu, náspu, příkopu, kyvety (strouhy), palisády a nakonec z předpolí. Francouzi v roce 1793 udělali ze ženistů součást bojového vojska a v roce 1806 vytvořil Napoleon ženijní trén. Organizace francouzských ženistů a jejich vybavení daleko přesahovaly možnosti jejich nepřátel. Rusové nedisponovali dostatečně vzdělanými důstojníky v technických oborech. Pruské ženijní sbory trpěly velkým zanedbáním a Rakušané byli dezorganizováni ještě z období sedmileté války. Rovněž Britové disponovali pouze malým nebo vůbec žádným ženijním sborem. Nedostatky Britů jasně vyplývají ze tří obléhání města Badajoz. V prvních dvou pokusech utržili Britové porážku, až třetí obléhání se jim vydařilo, přičemž je toto obléhání považováno za nejkrvavější v období napoleonských válek.

Francouzi byli nejen schopnými obléhateli, ale také výbornými obránci. Při obléhání Hamburku v letech 1813–1814 se vojsku generála Davouta dařilo odrážet všechny pokusy o dobytí města (generál se vzdal až po obdržení správy o abdikaci císaře). I tak kamenné pevnosti upadají a postupem času nahradí hradby ostnatý drát a citadelu bunkr. Ale jak ještě sám Napoleon podotkl: 
| „          | Osud celých národů může někdy záviset na poloze jediné pevnosti | “ |
| — Napoleon |                                                                 |   |

## Průmyslový věk
Zvětšující se síla palných zbraní (tedy hlavně děl) způsobila, že kamenné pevnosti již neskýtaly takovou ochranu jako kdysi. Vídeň, která v 17. století dokázala vydržet zdrcující nápor Turků se nezmohla na žádný větší odpor v době napoleonských válek. Obléhání se z dřívějších měsíců zkrátilo na týdny, ne-li dny. Z nástupem železnic se obrana pevností stala ještě těžší, vzhledem k rychlým přesunům vojsk. V některých případech obránci využili holandský systém opevnění (tvořený hlavně zeminou) a dokázali vzdorovat. Například během Americké občanské války došlo k obléhání města Petersburg a obráncům se dařilo útočníky zadržovat více než půl roku. Holandský systém, ale nebylo možno vytvořit všude a jak již bylo napsáno, měl tento systém velké nedostatky.
Brzy se začaly budovat nové pevnosti, které nahradily kamenné stavby. Jednalo se o bunkry (často se jim však říkalo jednoduše pevnosti) chráněné tím nejlepším způsobem. Skvělým příkladem jsou belgické pevnosti mající betonové stropy, velké množství děl a kulometů. Belgické pevnosti vydrželi zásah jakéhokoliv náboje vystřeleného z děla ráže 210 mm (pevnosti byly vystavěny na konci 19. století, přičemž se v této době věřilo, že větší dělo nelze sestrojit). Pevnosti také využívaly ostnatý drát. Ostnatý drát společně s kulometem velmi ovlivnily 1. světovou válku, přičemž tato válka (hlavně na západní frontě) připomínala gigantické obléhání. Ostnatý drát je americký vynález z 19. století. Zpočátku měl velmi mírumilovné poslání, udržovat dobytek na určeném místě. Avšak, brzy se tohoto nového vynálezu chopili armády celého světa. Španělé například využili ostnatý drát na ochranu svých pevností (bunkrů) během vylodění Američanů na Kubě. Na rozdíl od ostnatého drátu, u kulometu bylo jasné k čemu bude sloužit. První praktický použitelný kulomet vynalezl Američan Richard Gatling (jeho kulomet nesl jméno Gatling). Hiram Maxim využil zpětného rázu zbraně a jeho kulomety Maxim střílely zcela automaticky (Gatling fungoval na mechanickém principu). Zkombinováním ostnatého drátu a kulometu vznikl smrtící koktejl.
Snad první konflikt, ve kterém se projevila obrovská vražednost těchto vynálezů je Rusko-japonská válka. Při obléhání města Port Arthur se Japoncům ani přes velkou početní výhodu nepodařilo město dobýt přímým útokem, protože Rusové skvěle rozmístili své kulomety a děla za ostnaté dráty. Port Arthur kapituloval až po půl roce, a to hlavně z důvodu nedostatku zásob a munice. A to vše se dělo v předvečer 1. světové války, konfliktu, kterému se do té doby nemohl rovnat žádný jiný.

## Moderní doba

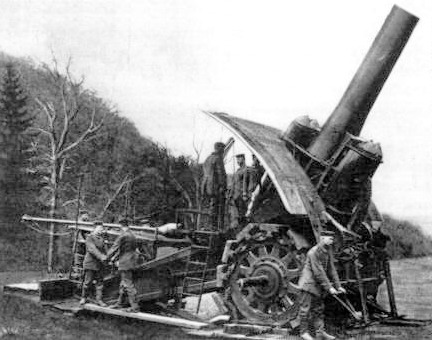
Tlustá Berta, příklad těžkého obléhacího děla

Po vypuknutí 1. světové války se věřilo, že belgické pevnosti vydrží nápor německých děl po týdny. Německo společně s Rakouskem-Uherskem však mělo tajnou zbraň, tzv. superděla či super-těžká děla. První děla tohoto typu se vyrobila ve Škodových závodech, jednalo se o houfnici ráže 305 mm. Tato houfnice se mohla rozložit na tři díly a mohla se tak rychleji přemisťovat. Rakousko-Uhersko několik takových děl zapůjčilo Německu, které vyrobilo vlastní superdělo s názvem Tlustá Berta s ráží 420 mm. Tlustá Berta byla tak obrovská, že jí nebylo možno dopravovat na určené pozice jako děla ze Škodových závodů, místo toho se dělo přepravovalo po železnici. Tato děla rozstřílela na padrť všechny belgické pevnosti, ale po zbytek války se již nějak výrazněji do bojů nezapojila. Němci dále přišli s dalekonosným železničním dělem nazývaným Vilémovo či Pařížské dělo. Pařížské dělo bylo schopno vystřelovat projektily až do vzdálenosti 120 km, přičemž se hlaveň této zbraně rychle opotřebovala (po 65 výstřelech se hlaveň musela převrtat).
Během 1. světové války vznikl také nový typ ostnatého drátu tzv. nožový drát (zvaný též žiletkový) a výroba se stala levnější. Když naplno propukla zákopová válka, snažili se obránci zasypat své nepřátele bombami, které by padaly kolmo na cíl. Nejprve se zkoušely různé druhy moždířů a katapultů, ale nakonec Britové vynalezli tzv. Stokesův zákopový moždíř, což je dnešní moderní minomet. Za útočnou obléhací zbraň může být považován i otrávený plyn, protože obě strany jej využívaly k vyhnání nepřítele z jeho obranných postavení.
Klasické opevnění 1. světové války bylo směsí zeminy, železa, betonu, ostnatých drátů a bunkrů. Jedno z nejdokonalejších opevnění se nacházelo u Verdunu a strhla se zde obrovská bitva. Po skončení 1. světové války a začátků té druhé se projevila nová útočná technika, tank. Tanky dokázaly svými střelami zničit bunkry, přičemž jejich pancíře je ochránily. Obránci však začali používat nášlapné miny, a to jak proti obrněným vozidlům, tak proti lidem. V meziválečném období se Belgičané a Holanďané snažili vytvořit pevnosti a obranné stavby zaručující ochranu jejich národům. Všechny tyto snahy přišly vniveč, a to hlavně kvůli německým výsadkářům a kumulativním náložím. Ve 2. světové válce se ještě připomínají superděla. Němci vyrobili dělo s názvem Dora (později přejmenován na Gustav) s ráží ohromných 800 mm. Dora dokázala na vzdálenost 37 km prorazit 1,5 metrů tlustý pancíř. Použita byla při ostřelování Varšavy a Sevastopolu, ale konec těchto těžkých děl přišel společně s koncem války. Letadla, tanky a rakety se staly postrachem bunkrů a každých jiných pevností, přičemž zničit dobře bráněný bunkr není v dnešní době nic těžkého. I tak dochází k obléhání, a to hlavně v případech, kdy se jedna z armád opevní (například ve městě) a ta druhá ji obklíčí a snaží se nepřítele zničit (Dien Bien Phu atd.)